# Gay Woods
Gay Woods (geboren als Gabriel Corcoran am 1. September 1948 in Dublin) ist eine irische Musikerin.

## Biografie
Gay Woods wurde als Gabriel Corcoran in eine musikalische Familie hineingeboren. Sie begann früh zu singen, mit ihren Brüdern teilte sie eine Vorliebe für Hillbilly und Blues. Ein Nachbar war der wenig ältere Terry Woods, mit dem sie ab 1963 als Duo musizierte und den sie im Mai 1968 heiratete.
Terry gehörte 1969 zu den Gründungsmitgliedern der britischen Folkrockgruppe Steeleye Span und holte Gay als zweite Sängerin in die Band. Mit ihr nahmen sie deren Debütalbum Hark! The Village Wait auf. Ein kurzes Intermezzo mit der Folkband Dr. Strangely Strange folgte. Danach gründeten die beiden die Woods Band, dort ist Gay aber nur auf dem ersten Album vertreten. 
Zurück in Irland brachten sie und ihr Ehemann als Gay & Terry Woods 1975 das Album Backwoods heraus, bis 1978 folgten drei weitere Alben und eine Single. 1979 trennten sich die beiden, 1980 wurde die Ehe geschieden. Im selben Jahr gründete Gay die irische New-Wave-Gruppe Auto Da Fé, die ab 1982 ein Studioalbum und mehrere Singles herausbrachte. Hinzu kamen ein Livealbum und ein Sampler.
1988 zog sich Gay Woods vorübergehend aus der Musikszene zurück, mit einem neuen Lebensgefährten bekam sie eine Tochter. 1994 wurde sie von der Band Steeleye Span gebeten, Maddy Prior auf der anstehenden Tour zu unterstützen. Die Konzerte wurden ein Erfolg und führten 1996 zum Album Time, auf dem, wie einst auf Hark! The Village Wait, die beiden Sängerinnen gemeinsam zu hören sind. Nach dem Ausscheiden Maddy Priors im folgenden Jahr wurde Gay Woods Leadsängerin der Gruppe, die sie nach dem Album Bedlam Born im Januar 2001 wieder verließ. Seitdem ist sie als Solokünstlerin tätig.

## Alben

### Steeleye Span
- 1970: Hark! The Village Wait
- 1996: Time
- 1998: Horkstow Grange
- 1999: The Journey
- 2000: Bedlam Born

### The Woods Band
- 1971: The Woods Band

### Gay & Terry Woods
- 1975: Backwoods
- 1976: The Time is Right
- 1976: Renowned
- 1978: Tender Hooks
- 1995: Live (Sampler)
- 2003: Lake Songs from Red Waters (The Very Best of Gay and Terry Woods)

### Auto Da Fé
- 1984: Five Singles and One Smoked Cod
- 1985: Tatitum
- 2001: Songs For Echo